# Суяновская
Суяновская — деревня в Вельском районе Архангельской области. Относится к муниципальному образованию «Ракуло-Кокшеньгское».

## География
Деревня расположена в 57 километрах на восток от Вельска на левом и правом берегах реки Кокшеньга (приток Устьи). Ближайшие населённые пункты: на западе деревня Григоровская и посёлок железнодорожной станции Кокшеньга.
Часовой пояс
Суяновская, как и вся Архангельская область, находится в часовой зоне МСК (московское время). Смещение применяемого времени относительно UTC составляет +3:00.

## Население
| 2002 | 2010 | 2012 | 2014 |
| ---- | ---- | ---- | ---- |
| 8    | ↘3   | →3   | ↘2   |

## История
Указана в «Списке населённых мест по сведениям 1859 года» в составе Вельского уезда Вологодской губернии под номером «2469» как «Суяновская». Насчитывала 10 дворов, 27 жителей мужского пола и 33 женского.
В материалах оценочно-статистического исследования земель Вельского уезда упомянуто, что в 1900 году в административном отношении деревня входила в состав Ракуло-Кокшеньгского сельского общества Устьвельской волости. На момент переписи в селении Суяновское находилось 13 хозяйств, в которых проживало 48 жителей мужского пола и 49 женского.